# André Cavens
André Cavens (Bruxelles, 1º ottobre 1912 – 9 aprile 1971) è stato un regista belga.
La sua carriera iniziò nel 1961 come regista e produttore di Il y a un train toutes les heures. Il film, interpretato da Evelyne Axell, fu candidato per l'Orso d'oro al Festival internazionale del cinema di Berlino. Nel 1965, il regista pubblica il cortometraggio La présence désolée. Torna sul grande schermo nel 1968 con Michaella.
In onore del regista, il Sindacato Belga della Critica Cinematografica ha istituito il premio André Cavens per il miglior film belga dell'anno.